# WonderSwan

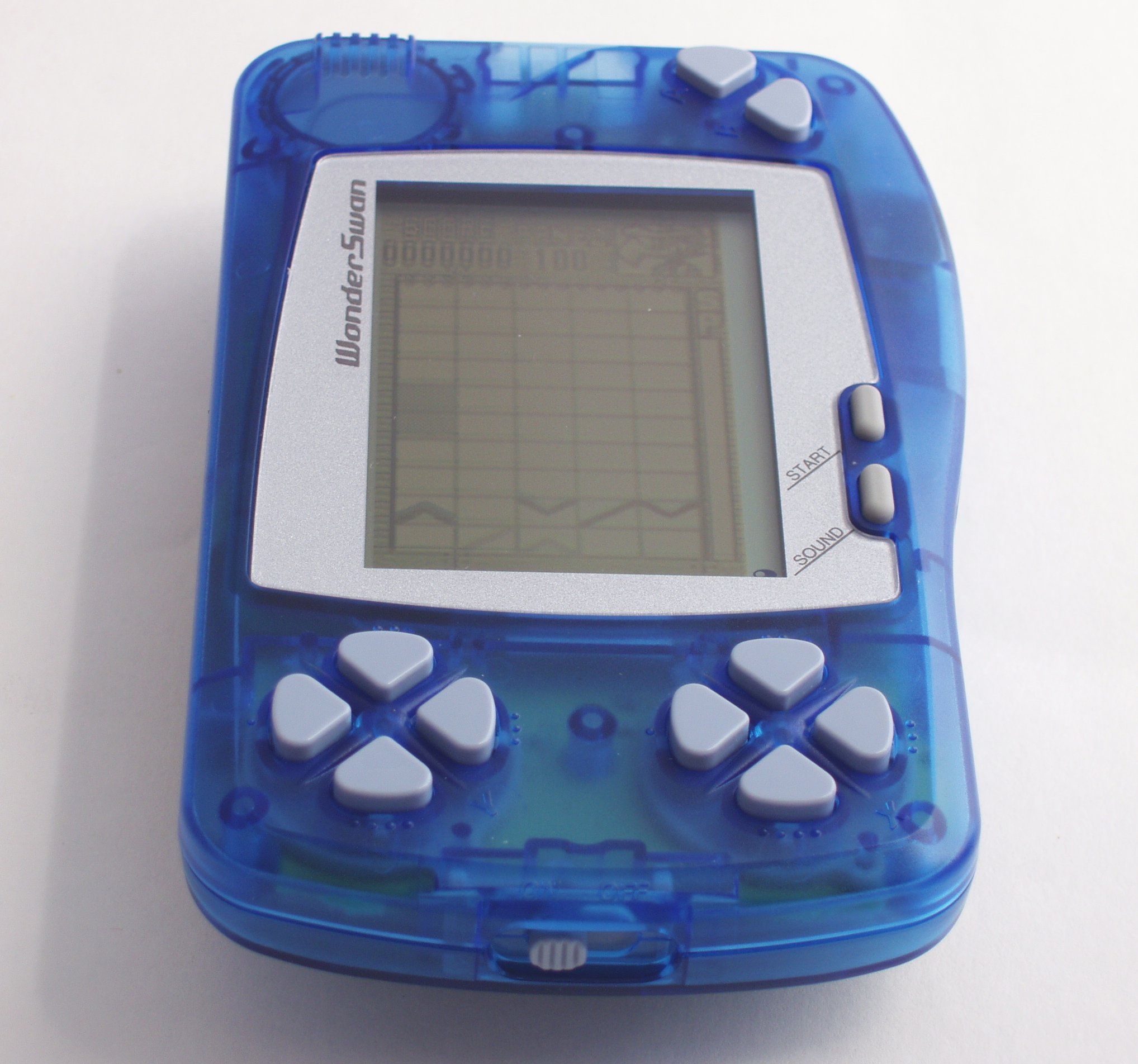
Bandai's draagbare spelcomputer WonderSwan.

De WonderSwan is een draagbare spelcomputer van Japanse makelij ontwikkeld door speelgoedfabrikant Bandai. De WonderSwan is in 1999 gelanceerd in Japan.
De WonderSwan was verkrijgbaar in tien kleurvarianten en is zowel verticaal als horizontaal speelbaar. Voor de WonderSwan zijn vele computerspellen verschenen. Aangezien de WonderSwan voornamelijk voor de Japanse markt is ontwikkeld zijn de meeste spellen in het Japans en slechts enkele in het Engels.
De WonderSwan werd gezamenlijk ontwikkeld door Bandai en Koto, de laatste was een onderneming van de overleden Gunpei Yokoi. De WonderSwan was ontworpen om de concurrentie aan te gaan met SNK's Neo-Geo Pocket Color en marktleider Nintendo's Game Boy Color. Ironisch genoeg is Gunpei Yokoi ook de ontwerper van de originele Game Boy.
De WonderSwan werd later opgevolgd door de WonderSwan Color. Hoewel sommige WonderSwan Color computerspellen ook gespeeld kunnen worden op de originele WonderSwan zijn vele spellen exclusief ontwikkeld voor de WonderSwan Color. Als men een dergelijk spelcartridge in een originele WonderSwan steekt krijgt men een foutmelding als "Deze cartridge is enkel geschikt voor de WonderSwan Color".

## Technische specificaties
- Processor: 16 bit-processor (3072 Hz)
- Afmetingen: 74,3 mm x 121 mm x 24,3 mm
- Gewicht: 93 g (exclusief batterij), 110 g (inclusief batterij)
- Scherm: FSTN-reflectieve lcd
  - Resolutie: 224 x 144 beeldpunten
  - 63 mm diagonaal
- Weergave prestaties: Maximaal 512 karakters, maximaal 128 sprites (32 op één enkele horizontale lijn), twee schermen (met overlaymogelijkheid), screen windows and sprite windows.
- Grafisch: 8 tinten, monochroom in dotmatrixmodus en zes pictogrammen in de statische modus.
- Geluid:
  - 4 kanaals-, digitaal stereogeluid.
  - Ingebouwde monoluidspreker en stereohoofdtelefoonaansluiting.
- Aansluitingen:
  - Linkpoort
  - Stereohoofdtelefoon
  - cartridgepoort
- Cartridge capaciteit: ROM en/of RAM - maximaal 128 Mbit
- Stroom(verbruik): 1 AA-batterij of oplaadbaar pack, speeltijd ongeveer 30-40 uren
- Kenmerken:
  - Zowel horizontaal als verticaal bespeelbaar.
  - Ingebouwde EEPROM en 1 kilobit RAM om speldata op te slaan.
  - Meerdere niveaus van energiebesparende instellingen.

## Zie verder
- WonderSwan Color
- SwanCrystal